# Лиона (Тексас)
Лиона (енгл. Leona) град је у америчкој савезној држави Тексас. По попису становништва из 2010. у њему је живело 175 становника.

## Демографија
Према попису становништва из 2010. у граду је живело 175 становника, што је 6 (3,3%) становника мање него 2000. године.
| Група             | 2000.       | 2010.       |
| Белци             | 147 (81,2%) | 153 (87,4%) |
| Афроамериканци    | 25 (13,8%)  | 9 (5,1%)    |
| Азијати           | 1 (0,6%)    | 2 (1,1%)    |
| Хиспаноамериканци | 4 (2,2%)    | 11 (6,3%)   |
| Укупно            | 181         | 175         |